# Zygodon rufescens
Zygodon rufescens là một loài Rêu trong họ Orthotrichaceae. Loài này được (Hampe) Broth. miêu tả khoa học đầu tiên năm 1906.